# Пётр из Гонёндза
Пётр из Гонёндза (Пётр Гезка, лат. Gonesius, пол. Piotr z Goniądza; между 1525 и 1530, Гонёндз, Подляшское воеводство — 15 сентября 1573, Венгрув) — протестантский теолог и писатель, идеолог радикальной реформации в Великом княжестве Литовском.

## Биография
Родился в крестьянской семье. В 1551 году окончил Ягеллонский университет в Кракове, после учился в Италии и Швейцарии. В 1554 году стал профессором софистики в Падуанском университете. Познакомившись со взглядами Мигеля Сервета и моравских братьев, стал их активным последователем. В 1556 году участвовал в Семицинском протестантском синоде, где выступил с резкой критикой догмата Троицы. По решению синода был направлен в Виттенберг к одному из лидеров лютеранского движения Филиппу Мелахтону для того, чтобы тот дал оценку взглядам Петра. Мелахтон квалифицировал их как анабаптистские. Вернувшись в Великое княжество Литовское, начал активную проповедническую деятельность, участвовал в антитринитарских соборах, вёл полемику с Симоном Будным. Взгляды Петра критиковал в одном из писем Жан Кальвин.
После того, как в 1556 году Пётр в Кракове опубликовал свой трактат «De filio Dei homine Christo Iesu» («О сыне Божьем, человеке Христе»), он на последовавшем за тем Пиньчувском синоде был отлучён от церкви и приговорён к изгнанию из Малопольского воеводства. Тем не менее он пользовался поддержкой мелкой шляхты в Литве и на Подляшье. В 1558 году при поддержке литовского магната Яна Кишки он перебрался в Венгрув, где действовал в качестве министра (священника) местной протестантской общины до самой своей смерти. 10 июня 1565 года Пётр и его сторонники провели собственный, отдельный от других кальвинистов, синод в Бжезинах — это событие считается началом существования новой церкви, официальной именовавшейся Ecclesia Minor, то есть Малая реформистская церковь, но более известной как община польских братьев, членов которой обычно называли арианами или социнианами.
Пётр считал предельными авторитетами Святое Писание и человеческий разум, отвергал схоластическую традицию. Придерживался радикальных взглядов, призывал к отказу от частной собственности, жёстко критиковал социальное неравенство, выступал против светской власти, войн и смертной казни.
Скончался в 1573 году во время эпидемии. Его последователями были Якуб из Калиновки, Павел из Визны и Мартин Чеховиц.

## Сочинения
- «О сыне Божьем, человеке Христе» (1556);
- «Против божественности Иисуса Христа» (Брест, 1557)
- «О первохристианской церкви» (1564);
- «О троих» (1570);
- «О сыне Божием» (1570);
- «О христианском крещении» (1570).